# William J. Craft
William J. Craft (alias William James Craft ou William Craft) est un réalisateur américain, né en 1886 à Toronto (Ontario) et décédé le 30 juin 1931 à Hollywood (Californie).

## Filmographie
- 1920 : Love's Battle
- 1920 : The White Rider
- 1922: Another Man's Boots (en)
- 1922 : False Brands
- 1922 : Headin' West (en)
- 1922 : Saved by Radio
- 1922 : Wolf Pack
- 1923 : The Flash
- 1923 : The Power Divine
- 1923 : Smilin' On
- 1923 : The Way of the Transgressor
- 1924 : Battling Mason (en)
- 1924 : Big Timber  de John W. Noble (en)
- 1924 : Pride of Sunshine Alley
- 1924 : Reckless Speed (en)
- 1924 : South of the Equator (en)
- 1925 : Galloping Vengeance (en)
- 1925 : The Bloodhound (en)
- 1925 : Dangerous Odds
- 1925 : The Range Terror
- 1925 : That Man Jack! (en)
- 1926 : The Galloping Cowboy (en)
- 1926 : Le Roi du turf (en)
- 1926 : La puissance des faibles (en) (The Power of the Weak)
- 1927 : The Arizona Whirlwind (en)
- 1927 : The Clown
- 1927 : Plus fort que Lindbergh (en) (A Hero for a Night)
- 1927 : Painting the Town (en)
- 1927 : Poor Girls (en)
- 1927 : The Wreck (en)
- 1927 : Birds of Prey (en)
- 1928 : Dick, Oscar et Cléopâtre (en) (The Gate Crasher)
- 1928 : Hot Heels (en)
- 1928 : Le Prince des cacahuètes (How to Handle Women)
- 1929 : Cohen et Kelly aux bains de mer (The Cohens and Kellys in Atlantic City)
- 1929 : The Kid's Clever (en)
- 1929 : One Hysterical Night (en)
- 1929 : L'Art de réussir (Skinner Steps Out)
- 1930 : The Cohens and the Kellys in Scotland
- 1930 : The Czar of Broadway
- 1930 : Dames Ahoy (en)
- 1930 : Un mari provisoire (en) (Embarrassing Moments)
- 1930 : The Little Accident
- 1930 : L'Amérique a soif (See America Thirst)
- 1931 : Honeymoon Lane (en)